# Maplewood, Minnesota
Maplewood är en stad i Ramsey County i delstaten Minnesota i USA. Invånarna uppgick 2010 till 38 018 i antalet.
Här finns flera företag, som 3M Corporation. Här finns också Maplewood Mall och St. John's Hospital.

### Fotnoter
1. ↑  ”2010 Census Redistricting Data (Public Law 94-171) Summary File”. American FactFinder. US Census Bureau, 2010 Census. Arkiverad från originalet den 21 juli 2011. https://web.archive.org/web/20110721034521/http://factfinder2.census.gov/faces/tableservices/jsf/pages/productview.xhtml?pid=DEC_10_PL_GCTPL2.ST13&prodType=table. Läst 23 april 2011.